# Henwood
Henwood – osada w Anglii, w hrabstwie Oxfordshire, w dystrykcie Vale of White Horse. Leży 261 km na południowy zachód od Oksfordu i 322 km na zachód od Londynu.